# Heteronitis castelnaui
Heteronitis castelnaui är en skalbaggsart som beskrevs av Edgar von Harold 1862. Heteronitis castelnaui ingår i släktet Heteronitis och familjen bladhorningar. Inga underarter finns listade i Catalogue of Life.